# Pechón
Pechón es una localidad del municipio de Val de San Vicente (Cantabria, España). En el año 2008 contaba con una población de 218 habitantes (INE). La localidad se encuentra a 70 metros de altitud sobre el nivel del mar, y a 3 kilómetros de la capital municipal, Pesués.
La población se encuentra delimitada por la Ría de Tina Mayor, desembocadura del río Deva y la Ría de Tina Menor, desembocadura del río Nansa. 
En verano cuenta con una estable población turística que ha hecho que su economía mejore sensiblemente, pasando de la ganadería y extracción de algas, como principal fuente de ingresos, al sector de hostelería y servicios turísticos. 
En este pueblo costero, en invierno, se celebra el día 20 de enero las fiestas de San Sebastián en la casa del pueblo y, en verano las fiestas de Santa Clara (fiesta grande) los días 11,12 y 13 de agosto.
En esta localidad murió Jesús Castro González, exjugador del Sporting de Gijón, salvando a dos niños y a un adulto que se estaban ahogando.

## Playas
- Playa del Pedreru
- Playa de Las Arenas (Val de San Vicente)
- Playa de Aramal
- Playa de Amió
- Playa del Sable (Val de San Vicente)